# Лебедині острови (заповідник)
Лебед́ині остров́и — орнітологічна філія Кримського природного заповідника, розташована на Лебедячих островах в Каркінітській затоці, на території Роздольненського району. Площа — 9 612 гектарів. Знаходиться у віданні Державного управління справами. Розташований в Україні, на північному заході Кримського півострова. До заповідника примикає Каркінітський орнітологічний держзаказник площею 27 646 гектарів.
За схемою фізико-географічного районування території заповідника відносяться до Римського степового краю Південностепової підзони степової зони. За геоботанічним районуванням рослинність Лебединих островів належить до Присиваського округу Приазовсько-Чорноморської степової підпровінції Причорноморської (Понтичної) степової провінції Європейсько-Азійської степової області. В заповіднику охороняються найцінніші в Криму місця оселення водоплавних і водно болотних птахів.
На Лебединих островах мешкають близько 250 видів птахів, це одне з найбільших місць гніздування та зимівлі водно-болотних птахів на півдні України.

## Історія
Вперше територія була заповідана в 1947 році. В 1949 році стає філією Кримського заповідного господарства (майбутній Кримський природний заповідник). З самого заснування головний напрям роботи — охорона птахів. З початку 50-х років XX століття стає дослідною базою для орнітологів.
В 1995 р. Кабінет Міністрів України постановою «Про заходи щодо охорони водно-болотних угідь, які мають міжнародне значення» визначив 22 водно-болотних угіддя (ветланди) площею 650 тис.га, які відповідно до Рамсарської конвенції (1971) охороняються як місця оселення водоплавних птахів та їх зупинок під час весняно-осінніх міграцій. Лебедині острови увійшли до таких територій. Вважається, що через цей регіон проходить великий перелітний шлях птахів Євразії.

## Природа заповідника
Природні умови островів — мілководдя, велика кількість рослинної і тваринної їжі — приваблюють сюди безліч птахів, переважно водоплавних. Це одне з найбільших місць зимівлі та гніздування водно-болотних птахів в Україні. Крім того, Лебедині острови знаходяться на важливій ділянці міграційного шляху птахів з Європи в Африку і Азію. Кількість видів пернатих, що зустрічаються на території та акваторії заповідника, сягає 265. Постійно населяють заповідник близько 25 видів птахів. Як місце гніздування його використовують чорноголові реготуни, крячки-чеграви, жовтоногі мартини, великі баклани, багато видів качок, пелікани, білі і сірі чаплі, кулики та інші. Рідкісним залітним видом є фламінго. Лебеді-шипуни, чия популяція в літню пору року сягає 6000 особин тут не гніздяться, а лише перечікують линяння, під час якого вони найбільш уразливі. Пізньої осені на островах з'являються також лебеді-кликуни, що вирушають на зимівлю. У різні роки тут можна спостерігати 10-30 тис. качок різних видів, до 2 тис. гусей.
Крім птахів, заповідник захищає також ссавців, що тут мешкають: дельфінів — афалін, білобочок, морську свиню; великого тушканчика і білого тхора. Крім того, тут охороняються два зникомі види рептилій: степова гадюка, жовточеревий полоз і 4 види риб: шип, білуга, лосось чорноморський, морський коник.